# Mentzelia longiloba
Mentzelia longiloba är en brännreveväxtart som beskrevs av J. Darlington. Mentzelia longiloba ingår i släktet Mentzelia och familjen brännreveväxter.

## Underarter
Arten delas in i följande underarter:
- M. l. chihuahuaensis
- M. l. pinacatensis
- M. l. yavapaiensis